# Visvaldis
Visvaldis (también Vasilko, Latín: Vissewalde rex de Gerzika, ruso: Всеволод, bielorruso: Усевалад) fue un caudillo latgaliano, duque del Principado de Jersika durante los siglos XII y XIII. 
En la Crónica de Enrique de Livonia se le cita como rey (rex).

## Biografía
El origen de Visvaldis es incierto, aunque algunos estudios apuntan a la dinastía Rurik de Boris I de Smolensk y de madre latgaliana.  
El primer registro escrito de él data de 1203 y cuenta cómo él, junto con los lituanos atacaron la recién establecida ciudad de Riga. Aunque era vasallo del Principado de Pólatsk, estaba casado con una hija del duque lituano Daugirutis y por lo tanto también un aliado de Lituania. Entre 1203 y 1208, Visvaldis, junto con los lituanos asaltaron repetidamente las tierras de Livonia y trataron de obtener el control total sobre el territorio del río Daugava.
En 1209, el obispo Alberto de Riga dirigió a los cruzados alemanes y al ejército aliado de Livonia contra el Principado de Jersika. No encontraron resistencia significativa y saquearon la capital de Visvaldis, el castro de Jersika, tomando prisionera a su esposa. Sin embargo, Visvaldis aunque logró escapar se vio obligado a rendirse y se convirtió en vasallo del obispo. Visvaldis se vio obligado a someter su reino a Alberto como regalo al Obispado de Riga, y recibió sólo una parte de él como feudo. La carta feudal de Visvaldis es el documento histórico de este tipo más antiguo que se conserva en Letonia, donde aparece como rey de Jersika (Vissewalde, rex de Gercike).
En 1214, el castillo de Jersika fue nuevamente destruido por el caballero alemán Meinhard de Koknese porque Visvaldis todavía ofrecía apoyo a los lituanos. En años posteriores, las tierras de Visvaldis se dividieron repetidamente entre el obispo Alberto de Riga y los Hermanos Livonios de la Espada.
Se desconoce la fecha de su muerte, aunque probablemente sucedió entre 1230 y 1239. Enrique de Livonia cita en su obra que el castillo de Jersika fue abandonado en 1239.